# Forest (Town, Vernon County)
Die Town of Forest ist eine von 21 Towns im Vernon County im US-amerikanischen Bundesstaat Wisconsin. Im Jahr 2010 hatte die Town of Forest 634 Einwohner.
Town hat in Wisconsin eine grundlegend andere Bedeutung, als im übrigen englischsprachigen Bereich. Vielmehr entspricht sie den in den anderen US-Bundesstaaten üblichen Townships, die nach dem County die nächstkleinere Verwaltungseinheit bilden.

## Geografie
Die Town of Forest liegt im Südwesten Wisconsins, rund 90 km ostnordöstlich des am Mississippi gelegenen Schnittpunktes der drei Bundesstaaten Wisconsin, Iowa und Minnesota.
Die Town of Forest liegt in der Driftless Area genannten eiszeitlich geformten Region, die sich über das südöstliche Minnesota, das südwestliche Wisconsin, das nordöstliche Iowa und das äußerste nordwestliche Illinois erstreckt. Bei der letzten Eiszeit, der so genannten Wisconsin Glaciation, blieb die Region eisfrei, sodass sich die Flusstäler auch während dieser Zeit tiefer in das Plateau einschneiden konnten.
Die geografischen Koordinaten des Zentrums der Town of Forest sind 43°40′44″ nördlicher Breite und 90°29′40″ westlicher Länge. Sie erstreckt sich über eine Fläche von 93,1 km². 
Die Town of Forest liegt im Nordosten des Vernon County und grenzt an folgende Nachbartowns:
| Town of Sheldon (Monroe County) | Town of Wellington (Monroe County)          | Town of Glendale (Monroe County) |
| Town of Whitestown              | Kompassrose, die auf Nachbargemeinden zeigt | Town of Hillsboro                |
| Town of Stark                   | Town of Union                               | Town of Greenwood                |

## Verkehr
Der Wisconsin State Highway 33 führt in West-Ost-Richtung durch die Town of Forest. Daneben führen noch die County Highways F, P, V und Z durch das Gebiet der Town. Alle weiteren Straßen sind untergeordnete Landstraßen, teils unbefestigte Fahrwege sowie innerörtliche Verbindungsstraßen.
Die nächsten Flughäfen sind der La Crosse Regional Airport (rund 80 km westnordwestlich), der Rochester International Airport in Rochester, Minnesota (rund 190 km westlich) und der Dane County Regional Airport in Wisconsins Hauptstadt Madison (rund 160 km südöstlich).

## Bevölkerung
Nach der Volkszählung im Jahr 2010 lebten in der Town of Forest 634 Menschen in 230 Haushalten. Die Bevölkerungsdichte betrug 6,8 Einwohner pro Quadratkilometer. In den 230 Haushalten lebten statistisch je 2,76 Personen. 
Ethnisch betrachtet setzte sich die Bevölkerung zusammen aus 97,3 Prozent Weißen, 2,1 Prozent Afroamerikanern sowie 0,2 Prozent aus anderen ethnischen Gruppen; 0,5 Prozent stammten von zwei oder mehr Ethnien ab. Unabhängig von der ethnischen Zugehörigkeit waren 1,1 Prozent der Bevölkerung spanischer oder lateinamerikanischer Abstammung. 
27,3 Prozent der Bevölkerung waren unter 18 Jahre alt, 56,3 Prozent waren zwischen 18 und 64 und 16,4 Prozent waren 65 Jahre oder älter. 47,3 Prozent der Bevölkerung war weiblich.
Das mittlere jährliche Einkommen eines Haushalts lag bei 44.375 USD. Das Pro-Kopf-Einkommen betrug 19.812 USD. 10,8 Prozent der Einwohner lebten unterhalb der Armutsgrenze.

## Ortschaften in der Town of Forest
Neben Streubesiedlung existieren in der Town of Forest noch folgende gemeindefreie Siedlungen:
- Dilly
- Mount Tabor
- Valley